# ジャン・ド・リュクサンブール (マインツ大司教)
ジャン・ド・リュクサンブール（仏:Jean de Luxembourg(-Ligny), 1342年頃 - 1373年4月4日）は、フランス出身のローマ・カトリック教会高位聖職者。ストラスブール司教（1365年 - 1371年）、マインツ大司教（1371年 - 1373年）、神聖ローマ帝国領ヴェッテラウの代官。ドイツ語名はヨハン・フォン・リニー（Johann von Ligny）。

## 生涯
リニー領主ジャン1世とその最初の妻アリックス・ド・ダンピエールの間の息子として生まれた。幼い頃から聖職者の道に入り、1355年にトリーア大聖堂参事会助祭に任命された。マインツの年代記において、ジャンは取るに足りない人物で、大司教としての統治手腕も粗末なものだったと評価されている。ジャンの登用はむしろ、実家リニー家の本家筋にあたるリンブルク＝ルクセンブルク家の神聖ローマ皇帝カール4世による家権拡大政策の一環であった。カール4世は1365年にジャンをストラスブール司教に叙階させた。さらにカール4世は、対立関係にあったトリーア大司教クーノ・フォン・ファルケンシュタインから大司教の地位を奪い、ジャンに与えようとまでした。皇帝はジャンをケルン大司教にしようとも狙ったが、不首尾に終わった。
カール4世は1371年、ジャンをマインツ大司教に就けることに成功した。同時に、皇帝はジャンにヴェッテラウの代官職をも与えた。ジャンは自身の統治する大司教管区や代官領、およびテューリンゲン地方の諸勢力と皇帝との間の調停者の役割を務めた。しかしジャンは大司教就任から2年も経たないうちに没した。まだ30歳前後だったジャンの突然死は、マインツ大司教の座を狙うシュパイヤー司教アドルフ・フォン・ナッサウ＝イトシュタインが仕組んだ毒殺ではないかという風聞が立った。
ジャンの棺はエーバーバッハ修道院の付属教会内陣の側廊に埋葬された。ジャンの板碑には祭服と司教冠を身に着けたジャンの姿が描かれていた。この板碑は1830年代に取り壊された。